# Мемориальное братское кладбище советских солдат (Севастополь)
Мемориальное братское кладбище советских воинов — кладбище участников второй обороны и освобождения Севастополя, расположенное в районе Дергачи в Севастополе на 6-м километре Симферопольского шоссе.
Некрополь занимает площадь 1,6 га и условно делится на два сектора: левый и правый. На многих индивидуальных захоронениях имеются художественные надгробия, выполненные по проектам скульпторов К. Г. Кошкина, С. А. Чижа, А. Р. Сухой, архитекторами А. Л. Шеффером, И. А. Галицким и другими.

## История
Кладбище возникло в период обороны города в 1941—1942 годах. Сначала там проходили захоронения воинов 8-й бригады морской пехоты. После Великой Отечественной войны на нём состоялось перезахоронение участников обороны и освобождения Севастополя из Алсу, района Сухой речки, Инкермана, Мекензиевых гор, мыса Херсонес и других мест, где шли бои.
В 1953 году некрополь был благоустроен по проекту архитектора В. П. Петропавловского. Вход оформлен пропилеями с пилонами в виде рельефного изображения склонённых знамён с надписями на русском языке:
- на левом — «Вечная слава героям боёв за Севастополь»
- на правом — «Перед мужеством их будут вечно склонять знамёна народ и Родина-мать».

Буквы накладные, металлические (латунь).
В 1975—1983 годах была проведена реконструкция кладбища (архитектор В. М. Артюхов, инженер Е. В. Веникеев). Организовано 16 братских могил, огороженных гранитными бордюрными плитами с фамилиями погибших воинов. В центре кладбища сооружён обелиск из инкерманского камня, облицованный альминской плиткой, с рельефным изображением медали «За оборону Севастополя», надписью «Вечная Слава» и морской символикой. Основа — красный гранит. Высота обелиска — 12,0 метров.

## Похороны
На кладбище похоронен командир 8-й бригады морской пехоты полковник П. Ф. Горпищенко, поэтому некрополь севастопольцы называют «Кладбищем Горпищенко», юные партизаны Юрий Рацко (кенотаф) и Вилор Чекмак, разведчик Ф. Ф. Волончук, командиры бригад и дивизий (в частности, А. С. Потапов), ветераны Великой Отечественной войны. Среди похороненных 17 Героев Советского Союза.
Погребения умерших ветеранов войны проводятся до настоящего времени, в основном участников боёв за Севастополь. На 1 августа 1992 года на учёте 251 могила, в том числе 106 братских.

### Герои Советского Союза
| - Белкин, Александр Никитович - Дзигунский, Михаил Яковлевич - Загорулько, Дмитрий Сергеевич - Красносельский, Иван Михайлович - Кудерский, Афанасий Иович - Лаптев, Виктор Петрович | - Лобанов, Евгений Иванович - Мордин, Василий Александрович - Одинцов, Даниил Сидорович - Паршин, Юрий Константинович - Петухов Иван Дмитриевич - Подольцев, Иван Григорьевич | - Пьянзин, Иван Семёнович - Скорятин, Фёдор Николаевич - Фильченков, Николай Дмитриевич - Цибулько, Василий Федосеевич - Яцуненко, Иван Карпович |